# Sant Marc del Montmell
Sant Marc és una ermita al terme municipal del Montmell inclosa a l'Inventari del Patrimoni Arquitectònic de Catalunya. A l'ermita de Sant Marc s'hi accedeix per un corriol que surt per la dreta de la carretera, davant una pedrera on s'exploten graves per a la construcció. L'accés és difícil, ja que es troba al cim d'una muntanya.
És una capella d'una sola nau amb volta de canó apuntada, que fou ampliada i modificada amb un absis gòtic cobert amb volta. El campanar és de cadireta i la porta, amb arquivolta, és a la façana sud, on hi ha restes d'un porxo amb una gran arcada d'additament posterior. A la dreta de l'edifici també es troben les restes de les dependències de l'ermità. Des de l'exterior es veu perfectament la diferència d'alçada que hi ha entre les dues parts de l'edifici, la romànica i la gòtica.
L'edifici es documenta ja l'any 1370. S'hi celebrava i encara s'hi celebra el tradicional aplec de Sant Marc. A causa dels fets de 1936 fou cremada i abandonada per l'ermità, amb la qual cosa avui es troba bastant enderrocada, sobretot el porxo i la casa de l'ermità.